# Soman
Soman je bojni strup z molekulsko formulo C7H16FO2P. V čisti obliki je soman brezbarvna tekočina in je brez vonja, v nečisti pa ima vonj po kafri. Zelo dobro prodira skozi kožo, v vodi je obstojnejši od sarina in primernejši za kontaminacijo zemljišča. Soman v hladni vodi ohrani svoje toksične lastnosti po več tednov. Na terenu predstavlja nevarnost za ljudi 10 do 15 ur po raztrosu, pozimi pa tudi nekaj dni. V porozne materiale se vpije močneje od sarina. Smrtonosni učinki se pojavijo v 1 do 15 minutah po izpostavljenosti smrtni koncentraciji.